# Isejsko jezero
Isejsko jezero ili Iseo (tal. Lago Iseo ili Sebino) je šesto jezero po veličini u Italiji, četvrto u Lombardiji.
Jezero leži u podnožju Alpa u dolini Camonica (Val Camonica) između gradova Brescia i Bergamo. Upravno je teritorij jezera podjeljen između pokrajina Brescia i Bergamo. Dolina Camonico je vrlo industrijalizirana, no unatoč tome prirodni okoliš je još uvijek dobro očuvan. Nekad je uz sjeverni dio jezera išao vrlo gust cestovni promet prema Švicarskoj, na uskoj i opasnoj cesti, tako da su mnogi automobili završili u vodama jezera. Danas se taj cestovni pravac puno rjeđe koristi jer je probijena puno sigurnija nova cesta kroz planine.
Na sredini jezera nalazi se otok Monte Isola (Montisola), najveći jezerski otok u Južnoj Europi.

## Naselja uz obale Isejskog jezera
Uz obale jezera leže brojna naselja:

S istočnoj brescianske strane su to:
- Iseo - gradić po kome jezero dobilo ime
- Sulzano
- Marone - u obližnjoj dolini nalaze se zemljane piramide (neobične geološke formacije)
- Sale Marasino
- Pisogne- preko njega vodi cesta za dolinu Camonica

Sa zapadne bergamske strane su to:
- Sarnico
- Predore
- Tavernola Bergamasca
- Riva di Solto
- Castro- sjedište važne metalne industrije
- Lovere - nekoć važna utvrda, danas mjesto umjetnosti (Accademia Tadini) i noćnog provoda.

Dva manja otoka; Loreto i San Paolo, danas su u privatnom vlasništvu.

## Vanjske poveznice
|  | Zajednički poslužitelj ima još gradiva o temi Isejsko jezero |

- Informacije za turiste Monteisola